# Jovan Ristić

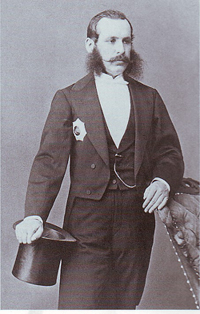
Jovan Ristić

Jovan Ristić (kyrillisch Јован Ристић; * 16. Januar oder 13. Februar 1831 in Kragujevac; † 4. September 1899 in Belgrad) war ein serbischer Diplomat und Politiker. Er war Führer der Liberalen Partei (Liberalna stranka), Außenminister und mehrfach Ministerpräsident Serbiens.

## Leben
Ristić studierte in Heidelberg, Berlin und Paris. Zurückgekehrt nach Belgrad arbeitete er zuerst als Gymnasiallehrer. 1861 wurde er zum diplomatischen Agenten seines Landes in Konstantinopel ernannt. In dieser Position war Ristić an den Verhandlungen beteiligt, die 1867 zum vollständigen Rückzug der osmanischen Truppen führten, die bis dahin noch Garnisonen in Serbien unterhalten hatten. Nach seiner Rückkehr bot ihm der serbische Fürst Mihailo Obrenović ein Ministeramt an, aber der liberale Politiker konnte nicht gut mit dem konservativen Fürsten zusammenarbeiten und er trat schnell wieder von diesem Amt zurück. Nach der Ermordung Mihailos (1868) trat er an die Spitze des eilig gebildeten Regentschaftsrats, der Anfang 1869 eine neue Verfassung vorlegte, die im Wesentlichen aus der Feder Ristićs stammte.
1872 wurde Ristić Außenminister und kurz darauf wurde er von Fürst Milan erstmals zum Ministerpräsidenten ernannt; er konnte sich aber nicht gegen politische Widerstände durchsetzen und trat nach einem Jahr zurück. 1876 erneut zum Regierungschef berufen führte Ristić Serbien in den Krieg mit dem Osmanischen Reich. Nach dem Krieg vertrat er sein Land 1878 auf dem Berliner Kongress, wo er aber viel weniger Gebietsgewinne erringen konnte, als man in Serbien erwartet hatte. Seine Regierung wurde deshalb zunehmend unpopulär. Da durch den Berliner Vertrag auch ein bulgarischer Staat entstanden war, ließ sich das bisherige außenpolitische Programm – Serbien als Kern eines großen alle Südslawen umfassenden Staats auf dem Balkan, das Ristić von seinem Vorgänger Ilija Garašanin übernommen hatte, nicht mehr verwirklichen. Nachdem Ristić auch noch ein unvorteilhaftes Handelsabkommen mit Österreich-Ungarn geschlossen hatte, musste er 1879 zurücktreten.
1887 wurde Ristić von König Milan erneut zum Regierungschef berufen, weil dieser die alleinige Herrschaft der Radikalen Partei verhindern wollte. Er führte bis 1889 ein Koalitionskabinett, in dem auch die Radikalen vertreten waren. Die Machtteilung wurde fortgesetzt, indem Ristić an die Spitze des Regentschaftsrat für den noch minderjährigen König Alexander trat, während die Regierung von den Radikalen übernommen wurde. 1892 übertrug Ristić die Regierungsgewalt aber an seine Liberale Partei, was im Land große Unzufriedenheit auslöste. Im April 1893 ließ der junge König die liberale Regierung verhaften, erklärte sich für volljährig und brachte die Radikalen wieder an die Macht. Damit war Ristićs politische Laufbahn beendet und er zog sich ins Privatleben zurück.

## Werke
Jovan Ristić verfasste zwei Bücher über die serbische Außenpolitik:
- Спољашњи одношаји Србије од 1848–1872. (Die auswärtigen Beziehungen Serbiens 1848–1872, Belgrad 1887)
- Дипломатска историја Србије 1875–1878 (Diplomatiegeschichte Serbiens 1875–1878, Belgrad 1896)